# Will You Be There
Will You Be There — пісня американського попспівака Майкла Джексона з його восьмого студійного альбому «Dangerous». Також пісня вийшла як восьмий сингл на лейблі Epic Records 28 червня 1993.
Композиція стала головною темою фільму «Звільніть Віллі» (1993). За неї Джексон здобув нагороду «MTV Movie Awards» у категорії «Найкращий саундтрек». Відеокліп на пісню являє собою компіляцію кадрів з фільму «Звільніть Віллі» та виступів Джексона.
Пісню відкриває 67-секундний вступ із Симфонії №9 Людвіга ван Бетховена.

## Судові розборки
«Will You Be There» стала об'єктом двох судових справ. 1991 року Клівлендський оркестр подав у суд на компанії Sony Music та MJJ Productions та вимагав 7 млн доларів за незаконне використовування у пісні їх виконання музики Бетховена. Справа була урегульована таким чином: на подальших тиражах альбому і синглу оркестр був вказаний як учасник запису
В 1992 році італійський співак Аль Бано подав у міланський суд на Джексона. Він звинуватив Майкла у плагіаті його пісні «I Cigni Di Balaka». Майже 9 років тяглося це діло, але у березні 2001 року Джексон був признаний невинуватим.

## Концертні виступи
Вперше пісня була виконана у грудні 1991 року на концерті, присвяченому 10-річчю телеканалу MTV. Пізніше композиція виконувалася на Dangerous World Tour (1992-1993). Фрагмент пісні співак виконав на «NAACP Image Award» у 1993 році. Також пісня планувалася для HIStory World Tour (1996-1997) (про що свідчать ранні сет-листи туру), але не увійшла у фінальний сет-лист.
З травня по червень 2009 року Джексон готувався до останніх гастролей у Лондоні This Is It, що повинні були пройти з липня 2009 по березень 2010. Співак неодноразово репетирував «Will You Be There», про що свідчать численні уривки та фотографії з репетицій, що не ввійшли до документального фільму. Концерти були скасовані через раптову смерть Джексона 25 червня 2009.